# Псалом 96

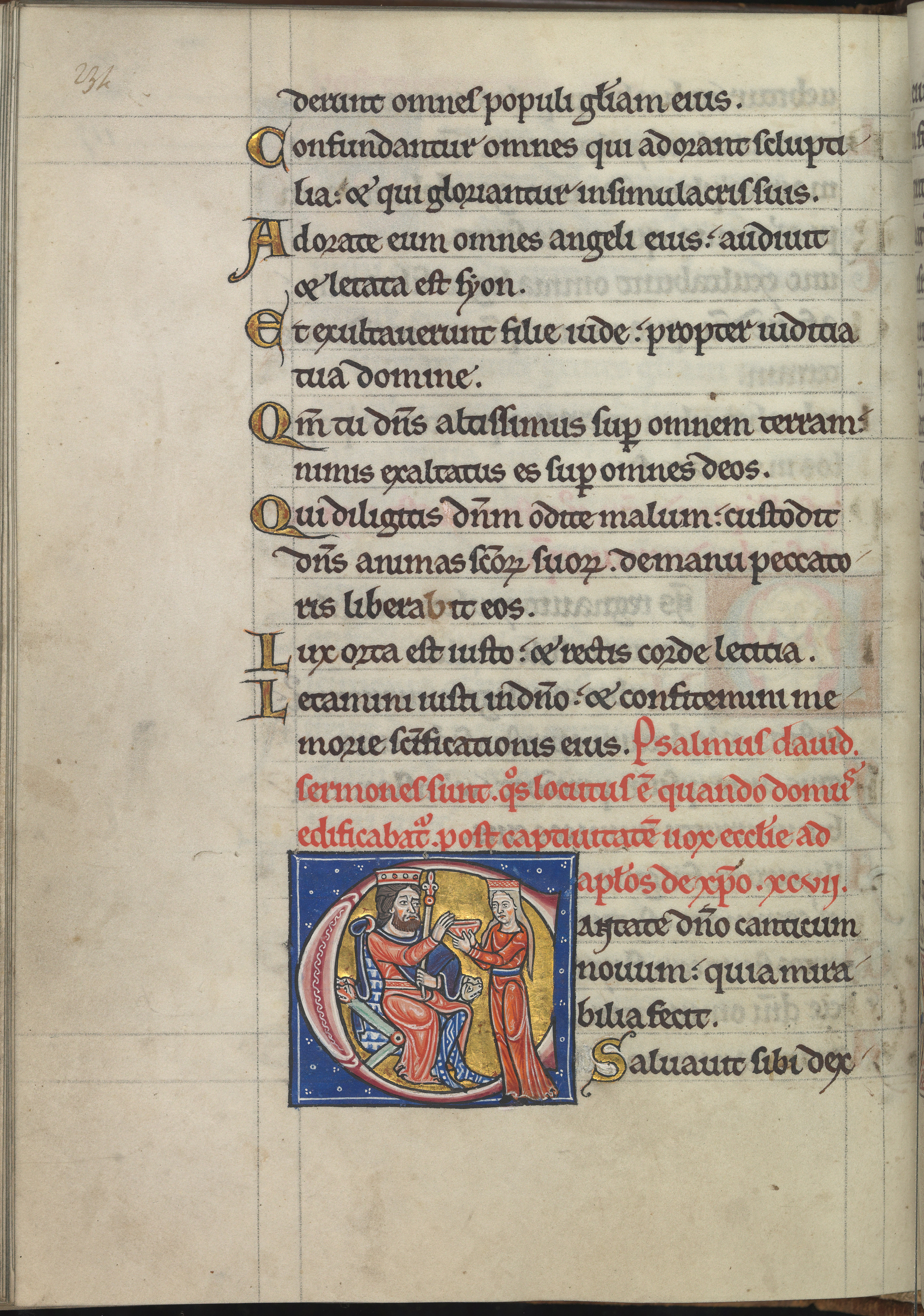
Псалом 96 в Псалтири Алиеноры Аквитанской (около 1185 года).

Девяно́сто шесто́й псало́м — 96-й псалом из книги Псалтирь (97-й в масоретской нумерации). Известен по латинскому инципиту «Dominus regnavit exsultet terra».
Основная тема псалма, раскрываемая посредством художественных образов — Царствование Божие. Автор поёт хвалебно-торжественную песнь, посвящённую величественному явлению Господа. Псламопевец обращается к праведным с призывом «ненавидеть зло» и «радоваться о Господе».
Ряд богословов относит это произведение к царским псалмам. Так, по классификации Генри Геллея, этот псалом входит в группу «Теократических псалмов» (псалмы 94 — 97), именуемых так, потому что они прославляют царственное могущество Бога. На том же основании Уильям Ла Сор отнёс этот псалом к «псалмам царства Господнего».
Кроме того, некоторые христианские богословы считают этот псалом мессианским — посвящённым Иисусу Христу. «Голос псалмопевца призывает землю и многочисленные острова возрадоваться Царству Иисуса Христа», — писал «король проповедников» Чарльз Сперджен.

## Особенности
В псалме отсутствует надписание с указанием автора. По мнению Чарльза Сперджена автором псалма является Давид. Он отмечал, что библейские критики относят написание псалма ко времени после вавилонского пленения на том основании, что некоторые фразы псалма похожи на язык поздних пророков. Однако, по мнению Сперджена, поздние пророки могли заимствовать эти особенности языка у Давида. Между тем, отметил Сперджен, один из псалмов этой серии озаглавлен «псалом Давида», поэтому он полагал, что и остальные псалмы этой серии написаны Давидом.
Очевидно сходство этого псалма с предшествующими 94-м и 95-м псалмами. Тема явления Господа для суда над миром особенно ясно раскрыта в Пс. 95:13. При этом 94-м псалме акцент стоит на Божьем народе, в 95 — на Божьем мире, а в 96-м сочетаются обе эти темы.

## Содержание

### Стихи 1—9

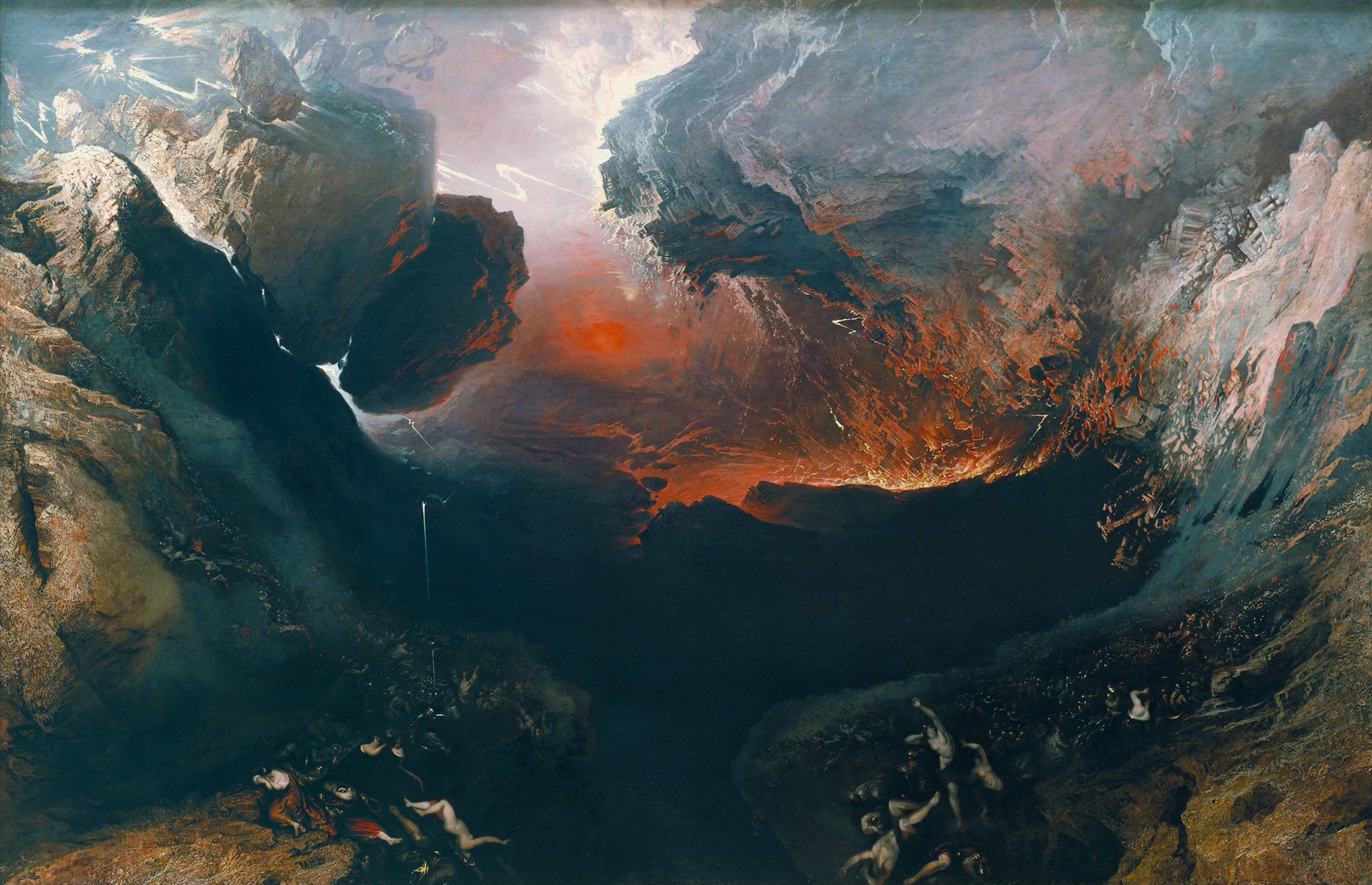
«Пред Ним идет огонь и вокруг попаляет врагов Его. Молнии Его освещают вселенную; земля видит и трепещет. Горы, как воск, тают от лица Господа»

В первой части псалма воспето явление Господа — Его будущее воцарение на земле. Псалмопевец призывает радоваться этому весь мир — не только евреев, но и «многочисленные острова», то есть язычников. Господу сопутствуют облако и мрак, которые символизируют Его непостижимость и внушают благоговейный страх перед Его судом. Облако и мрак — это атрибуты присутствия Бога на горе Синай (Исх. 19:16—19). Власть Господа зиждется на «правде и суде» (то есть на праведности и справедливости).
Далее описана буря, проносящаяся по земле. Эта буря — День Господень, день явного вмешательства Бога в человеческую историю, день суда. Огонь перед Богом опаляет врагов Его — это огонь гнева Божьего. От молний (части этого огня) трепещет земля — это образ страшного действия силы Господней. В этом (4-м) стихе утверждается власть Господа на сотворённым им материальным миром.
В стихе 6-й, вероятно, описана гроза, как образ праведного суда и могущества Бога. Описывая мощь природы в стихах 4-6, псалмопевец призывает язычников постыдиться. А их «богов» — поклониться единственному истинному Богу. «Сион» и «дщери Иудины» в 8-м стихе, вероятно, означают Иерусалим и другие еврейские города. Хотя этот образ мож означать и еврейских женщин, радующихся справедливым решениям Господа.

### Стихи 10—12
Псалмопевец призывает любящих Господа ненавидеть зло, что означает жить в соответствии с законами праведности. Тогда Бог будет хранить их души (то есть жизни) и защищать от нечестивых людей. Праведника ожидает счастье, которое символизирует сияющий свет. Автор призывает предных радоваться и о помнить о чудесных делах Бога («славить память святыни»), свидетельствующих о Его любви к верным.

## Богослужебное использование
Иудаизм
Перед наступлением шаббата, вечером (Каббалат шаббат), каббалисты поют группу из шести псалмов, в которую входит 96-й псалом.

## Комментарии
1. ↑  Например, авторы «Толковой Библии Лопухина»[5], Павел Юнгеров[6], Чарльз Сперджен[7], Уоррен Уирсби[англ.][8].
2. ↑  Древние евреи называли островами все заморские страны, а следовательно, эта фраза означает все земли, достигаемые по морю[7]. Сравните с Ис. 40:15, Пс. 66:19.
3. ↑  «Все боги» — согласно Септуагинте: «все ангелы Его»[1]. Более расширенный вариант: духовные существа, то есть ангелы, архангелы, херувимы[1][12]. Существует другое понимание термина «боги»: идолы, ничтожества (др.-евр. אֱלִיל‬), как это толкуется в (Пс. 95:5)[9]. Возможно, сегодня люди не кланяются уродливым идолам, сделанным руками человека, нето у них есть множество ложных богов — деньги, власть, имущество, секс, удовольствия, признание[10]. Также некоторые под «богами» в 7-м и 9-м стихе понимают правителей и судей человеческих[13].